# Charles-Émile Loo
Pour les articles homonymes, voir Loo.
Charles-Émile Loo, né le 4 mars 1922 à Marseille (Bouches-du-Rhône) et mort le 20 août 2016 dans la même ville, est un homme politique français.

## Biographie
Titulaire du certificat d'études, apprenti puis ouvrier typographe, Charles-Emile Loo est, dès l'âge de 14 ans, engagé dans la famille socialiste, puisqu'il adhère en 1936 aux Faucons rouges, puis à la SFIO. 
Ayant perdu un œil, il est dispensé du STO, et participe à la Résistance. Il se lie alors avec Paulette Rampau, et surtout Francine Maccario, qu'il épouse en 1943, et avec qui il prend le maquis en début d'année suivante. 
Après la guerre, il se réoriente professionnellement dans les affaires. Après quelques échecs, il fonde une société de transports de vin d'Algérie, puis une société de commercialisation de sondes marines qu'il dirige jusqu'en 1995. Il crée ensuite, en 1962, une imprimerie qu'il dirige jusqu'en 1974. 
En politique, après un bref détour par le trotskisme par le biais des jeunesses socialistes en 1947, il revient au socialisme « classique », dans le sillage de Gaston Defferre qu'il avait connu avant guerre, et dont il est un proche collaborateur pendant plusieurs décennies. 
En 1951, afin de contrer le monopole d'embauche de la CGT, proche des communistes, chez les dockers de Marseille, Loo est chargé de la création de la SOCOMA, officiellement coopérative du personnel portuaire, mais de fait outil d'implantation du parti socialiste dans le milieu ouvrier du port.  
Secrétaire adjoint de la fédération SFIO des Bouches-du-Rhône en 1956, il devient secrétaire fédéral en 1966. 
En 1958, il entre au comité directeur de la SFIO, où il reste élu jusqu'à la création du nouveau parti socialiste. 
C'est au milieu des années 1960 que son rôle auprès de Gaston Defferre devient plus important. Il est le véritable animateur du club « Horizon 80 » qui vise à imposer la candidature du maire de Marseille à la présidentielle de 1965, avec le soutien d'hommes du centre-droit, comme Jean-Jacques Servan-Schreiber, mais sans succès. 
Il obtient son premier mandat politique à l'issue de l'élection municipale marseillaise de 1965, dont la campagne, opposant Deferre au gaulliste Joseph Comiti d'une part et au dissident socialiste Daniel Matalon, soutenu par le PCF, est une des plus violentes de l'histoire phocéenne.  
Loo, qui dirige de fait la campagne socialiste, n'hésite pas à faire appel à des personnages interlopes, comme Nick Venturi. À l'issue de ces élections, il est élu maire-adjoint, fonction qu'il conserve jusqu'en 1983. 
En 1967, il est élu député de Marseille, battant le sortant Daniel Matalon. Mais, l'année suivante, après la dissolution de l'Assemblée nationale, il perd son siège au profit d'un gaulliste quasi inconnu, Pierre Lucas. 
Opposé, comme Defferre, à toute alliance avec le PCF, il est signataire de la motion Defferre-Mauroy au congrès d'Epinay, qui pourtant se rallie à la stratégie d'union de la gauche de Mitterrand. 
Il devient alors trésorier du Parti socialiste. Bien qu'à l'origine de la création d'Urba-Gracco, il ne sera pas inquiété au moment de la révélation du financement illégal du PS, dans les années 1990. 
En 1973, il retrouve son siège de député, en battant de justesse Pierre Lucas. 
Mais, en 1978, c'est Jean-Claude Gaudin, avec le soutien de l'UDF, qui remporte la circonscription. 
L'année suivante, il se brouille avec Gaston Defferre, qui décide de continuer à soutenir François Mitterrand lors du Congrès de Metz du PS, tandis que Loo, lui, signe la motion de Pierre Mauroy, ralliée ensuite à Michel Rocard.
Defferre reprend alors le contrôle de la fédération socialiste des Bouches-du-Rhône, en imposant Michel Pezet comme nouveau secrétaire fédéral. 
Le maire de Marseille fait en sorte que Loo soit élu député européen en 1979 (réélu en 1984), pour mieux l'écarter lors de l'élection municipale de 1983. 
Après la mort de Defferre, il revient sur la scène politique marseillaise, en apportant son soutien à Robert Vigouroux lors de l'élection municipale de 1989. Exclu du PS, mais élu maire du Ve arrondissement, il apporte ensuite son soutien à la tentative d'implantation électorale sur la ville de Bernard Tapie, élu député en 1988. 
Après la défaite électorale de la gauche marseillaise lors des élections municipales de 1995, Loo se retire de la vie politique active, restant dirigeant de la SOCOMA, et devenant président des entrepreneurs de manutention portuaire de Marseille, fonction qu'il occupe jusqu'en 2012. 
Il publie deux ouvrages autobiographiques : C’était "Marseille d’abord". Les années Defferre, Robert Laffont, 1992 (en collaboration avec Roger Colombani) et Une Vie, Autres temps, 2007 (en collaboration avec François Missen). 

### Détail des fonctions et des mandats
Mandats parlementaires
- 12 mars 1967 - 30 mai 1968 : député de la 2e circonscription des Bouches-du-Rhône
- 11 mars 1973 - 2 avril 1978 : député de la 2e circonscription des Bouches-du-Rhône
- 17 juillet 1979 - 23 juillet 1984 : député européen
- 24 juillet 1984 - 24 juillet 1989 : député européen

Mandats municipaux
- 21 mars 1965 - 13 mars 1983 : maire adjoint de Marseille
- 19 mars 1989 - 18 juin 1995 : maire du cinquième secteur de Marseille